# Grand Prix Formule 1 van Spanje 2013
De Grand Prix Formule 1 van Spanje 2013 werd gehouden op 12 mei 2013 op het Circuit de Catalunya. Het was de vijfde race uit het kampioenschap.

## Wedstrijdverslag

### Achtergrond

#### DRS-systeem
Voor het DRS-systeem worden twee DRS-zones gebruikt. De eerste DRS-zone ligt op het rechte stuk van start/finish, terwijl de tweede zone zich tussen de bochten Campsa (bocht 9) en La Caixa (bocht 10) bevindt.

### Kwalificatie
Nico Rosberg behaalde voor Mercedes zijn tweede pole position op een rij, met zijn teamgenoot Lewis Hamilton op de tweede startplaats. Sebastian Vettel behaalde voor Red Bull Racing de derde startplaats, voor Kimi Räikkönen in zijn Lotus. Het Ferrari-duo Fernando Alonso en Felipe Massa kwalificeerden zich als vijfde en zesde. Romain Grosjean, de teamgenoot van Räikkönen, kwalificeerde zich als zevende, vlak voor Vettels teamgenoot Mark Webber. McLaren-coureur Sergio Pérez en Paul di Resta van Force India maken de top 10 vol.
Na de kwalificatie werden zowel Felipe Massa als Sauber-coureur Esteban Gutiérrez bestraft door het ophouden van respectievelijk Mark Webber en Kimi Räikkönen. Zij kregen hiervoor beiden drie plaatsen straf op de startgrid.

### Race
De race werd gewonnen door Fernando Alonso, die na de editie van 2006 zijn tweede thuisrace wist te winnen. Kimi Räikkönen behaalde de tweede plaats en Felipe Massa maakte er met de derde plaats een dubbel podium voor Ferrari van. Het Red Bull-duo Sebastian Vettel en Mark Webber eindigden op de vierde en vijfde plaats, vlak voor polesitter Nico Rosberg en Paul di Resta. De McLarens van Jenson Button en Sergio Pérez werden achtste en negende en de Toro Rosso van Daniel Ricciardo behaalde met de tiende plaats het laatste punt.

## Vrije trainingen
- Er wordt enkel de top 5 weergegeven.

| Vrije training 1 | Pos | No | Coureur          | Constructeur            | Tijd     |
| ---------------- | --- | -- | ---------------- | ----------------------- | -------- |
| Vrije training 1 | 1   | 3  | Fernando Alonso  | Ferrari                 | 1:25.252 |
| Vrije training 1 | 2   | 4  | Felipe Massa     | Ferrari                 | 1:25.455 |
| Vrije training 1 | 3   | 18 | Jean-Éric Vergne | STR-Ferrari             | 1:25.667 |
| Vrije training 1 | 4   | 8  | Romain Grosjean  | Lotus-Renault           | 1:26.042 |
| Vrije training 1 | 5   | 15 | Adrian Sutil     | Force India-Mercedes    | 1:26.212 |
| Vrije training 2 | Pos | No | Coureur          | Constructeur            | Tijd     |
| Vrije training 2 | 1   | 1  | Sebastian Vettel | Red Bull Racing-Renault | 1:22.808 |
| Vrije training 2 | 2   | 3  | Fernando Alonso  | Ferrari                 | 1:22.825 |
| Vrije training 2 | 3   | 2  | Mark Webber      | Red Bull Racing-Renault | 1:22.891 |
| Vrije training 2 | 4   | 7  | Kimi Räikkönen   | Lotus-Renault           | 1:23.030 |
| Vrije training 2 | 5   | 4  | Felipe Massa     | Ferrari                 | 1:23.110 |
| Vrije training 3 | Pos | No | Coureur          | Constructeur            | Tijd     |
| Vrije training 3 | 1   | 4  | Felipe Massa     | Ferrari                 | 1:21.901 |
| Vrije training 3 | 2   | 7  | Kimi Räikkönen   | Lotus-Renault           | 1:21.907 |
| Vrije training 3 | 3   | 2  | Mark Webber      | Red Bull Racing-Renault | 1:22.044 |
| Vrije training 3 | 4   | 8  | Romain Grosjean  | Lotus-Renault           | 1:22.069 |
| Vrije training 3 | 5   | 1  | Sebastian Vettel | Red Bull Racing-Renault | 1:22.229 |

Testcoureurs:
- Heikki Kovalainen (Caterham-Renault; P16)
- Rodolfo González (Marussia-Cosworth; P21)

## Kwalificatie
| Pos                 | No | Coureur             | Constructeur            | Q1       | Q2       | Q3       | Grid |
| ------------------- | -- | ------------------- | ----------------------- | -------- | -------- | -------- | ---- |
| 1                   | 9  | Nico Rosberg        | Mercedes                | 1:21.913 | 1:21.776 | 1:20.718 | 1    |
| 2                   | 10 | Lewis Hamilton      | Mercedes                | 1:21.728 | 1:21.001 | 1:20.972 | 2    |
| 3                   | 1  | Sebastian Vettel    | Red Bull Racing-Renault | 1:22.158 | 1:21.602 | 1:21.054 | 3    |
| 4                   | 7  | Kimi Räikkönen      | Lotus-Renault           | 1:22.210 | 1:21.676 | 1:21.177 | 4    |
| 5                   | 3  | Fernando Alonso     | Ferrari                 | 1:22.264 | 1:21.646 | 1:21.218 | 5    |
| 6                   | 4  | Felipe Massa        | Ferrari                 | 1:22.492 | 1:21.978 | 1:21.219 | 9    |
| 7                   | 8  | Romain Grosjean     | Lotus-Renault           | 1:22.613 | 1:21.998 | 1:21.308 | 6    |
| 8                   | 2  | Mark Webber         | Red Bull Racing-Renault | 1:22.342 | 1:21.718 | 1:21.570 | 7    |
| 9                   | 6  | Sergio Pérez        | McLaren-Mercedes        | 1:23.116 | 1:21.790 | 1:22.069 | 8    |
| 10                  | 14 | Paul di Resta       | Force India-Mercedes    | 1:22.663 | 1:22.019 | 1:22.233 | 10   |
| 11                  | 19 | Daniel Ricciardo    | STR-Ferrari             | 1:22.905 | 1:22.127 |          | 11   |
| 12                  | 18 | Jean-Éric Vergne    | STR-Ferrari             | 1:22.775 | 1:22.166 |          | 12   |
| 13                  | 15 | Adrian Sutil        | Force India-Mercedes    | 1:22.952 | 1:22.346 |          | 13   |
| 14                  | 5  | Jenson Button       | McLaren-Mercedes        | 1:23.166 | 1:22.355 |          | 14   |
| 15                  | 11 | Nico Hülkenberg     | Sauber-Ferrari          | 1:23.058 | 1:22.389 |          | 15   |
| 16                  | 12 | Esteban Gutiérrez   | Sauber-Ferrari          | 1:23.218 | 1:22.793 |          | 19   |
| 17                  | 17 | Valtteri Bottas     | Williams-Renault        | 1:23.260 |          |          | 16   |
| 18                  | 16 | Pastor Maldonado    | Williams-Renault        | 1:23.318 |          |          | 17   |
| 19                  | 21 | Giedo van der Garde | Caterham-Renault        | 1:24.661 |          |          | 18   |
| 20                  | 22 | Jules Bianchi       | Marussia-Cosworth       | 1:24.713 |          |          | 20   |
| 21                  | 23 | Max Chilton         | Marussia-Cosworth       | 1:24.996 |          |          | 21   |
| 22                  | 20 | Charles Pic         | Caterham-Renault        | 1:25.070 |          |          | 22   |
| 107% tijd: 1:27.448 |    |                     |                         |          |          |          |      |

## Race
| Pos | No | Coureur             | Constructeur            | Rondes | Tijd/Oorzaak uitval | Grid | Punten |
| --- | -- | ------------------- | ----------------------- | ------ | ------------------- | ---- | ------ |
| 1   | 3  | Fernando Alonso     | Ferrari                 | 66     | 1:39:16.596         | 5    | 25     |
| 2   | 7  | Kimi Räikkönen      | Lotus-Renault           | 66     | +9.338              | 4    | 18     |
| 3   | 4  | Felipe Massa        | Ferrari                 | 66     | +26.049             | 9    | 15     |
| 4   | 1  | Sebastian Vettel    | Red Bull Racing-Renault | 66     | +38.273             | 3    | 12     |
| 5   | 2  | Mark Webber         | Red Bull Racing-Renault | 66     | +47.963             | 7    | 10     |
| 6   | 9  | Nico Rosberg        | Mercedes                | 66     | +1:08.020           | 1    | 8      |
| 7   | 14 | Paul di Resta       | Force India-Mercedes    | 66     | +1:08.988           | 10   | 6      |
| 8   | 5  | Jenson Button       | McLaren-Mercedes        | 66     | +1:19.506           | 14   | 4      |
| 9   | 6  | Sergio Pérez        | McLaren-Mercedes        | 66     | +1:21.738           | 8    | 2      |
| 10  | 19 | Daniel Ricciardo    | STR-Ferrari             | 65     | +1 ronde            | 11   | 1      |
| 11  | 12 | Esteban Gutiérrez   | Sauber-Ferrari          | 65     | +1 ronde            | 19   |        |
| 12  | 10 | Lewis Hamilton      | Mercedes                | 65     | +1 ronde            | 2    |        |
| 13  | 15 | Adrian Sutil        | Force India-Mercedes    | 65     | +1 ronde            | 13   |        |
| 14  | 16 | Pastor Maldonado    | Williams-Renault        | 65     | +1 ronde            | 17   |        |
| 15  | 11 | Nico Hülkenberg     | Sauber-Ferrari          | 65     | +1 ronde            | 15   |        |
| 16  | 17 | Valtteri Bottas     | Williams-Renault        | 65     | +1 ronde            | 16   |        |
| 17  | 20 | Charles Pic         | Caterham-Renault        | 65     | +1 ronde            | 22   |        |
| 18  | 22 | Jules Bianchi       | Marussia-Cosworth       | 64     | +2 ronden           | 20   |        |
| 19  | 23 | Max Chilton         | Marussia-Cosworth       | 64     | +2 ronden           | 21   |        |
| DNF | 18 | Jean-Éric Vergne    | STR-Ferrari             | 54     | Schade ongeluk      | 12   |        |
| DNF | 21 | Giedo van der Garde | Caterham-Renault        | 23     | Wiel                | 18   |        |
| DNF | 8  | Romain Grosjean     | Lotus-Renault           | 9      | Ophanging           | 6    |        |

## Standen na de Grand Prix
- Er wordt enkel de top 5 weergegeven.

| Positie | Nummer | Rijder           | Team                    | Punten |
| ------- | ------ | ---------------- | ----------------------- | ------ |
| 1 ()    | 1      | Sebastian Vettel | Red Bull Racing-Renault | 89     |
| 2 ()    | 7      | Kimi Räikkönen   | Lotus-Renault           | 85     |
| 3 (1)   | 3      | Fernando Alonso  | Ferrari                 | 72     |
| 4 (1)   | 10     | Lewis Hamilton   | Mercedes                | 50     |
| 5 (1)   | 4      | Felipe Massa     | Ferrari                 | 45     |

| Positie | Nummers | Team                    | Rijders                        | Punten |
| ------- | ------- | ----------------------- | ------------------------------ | ------ |
| 1 ()    | 1 2     | Red Bull Racing-Renault | Sebastian Vettel Mark Webber   | 131    |
| 2 (1)   | 3 4     | Ferrari                 | Fernando Alonso Felipe Massa   | 117    |
| 3 (1)   | 7 8     | Lotus-Renault           | Kimi Räikkönen Romain Grosjean | 111    |
| 4 ()    | 9 10    | Mercedes                | Nico Rosberg Lewis Hamilton    | 71     |
| 5 ()    | 14 15   | Force India-Mercedes    | Paul di Resta Adrian Sutil     | 32     |